# 尾高町
尾高町（おだかまち）は、鳥取県米子市の町名。郵便番号は683-0814（米子郵便局管区）。2011年6月1日現在の人口は208人、世帯数は123世帯。

## 地理
江戸期は米子城下十八町の1町。城下町の北部、外濠の北岸に沿って位置する。本通りに面して東西に伸びる旧町人地で、東は西倉吉町、西は岩倉町に隣接する。
町の総間数は約100間、別に藍座通（新小路）108間、天神小路27間があり、西倉吉町とは加茂川橋が境界である。

## 歴史
藩政時代尾高町の町禄（専売権）は、茣座、畳表で、後に呉服、太物、小間物も認められた。町禄の内で、茣座、畳表については、西倉吉町も認められているので取り扱いをめぐって嘉永年間（1848年～1854年）に両町の争いもあったが、一方では出雲表などを勝手に米子城下や在方に売り歩く者があるのを厳重に取り締まってもらうよう両町共同で申請もしている。呉服、太物、小間物は東、西倉吉町でも商いを認められており、城下町の中心部を占める町として当町の商業活動は盛んであった。
当町の新小路筋には19世紀初めごろの文化年間（1804年～1817年）から、藩営の米子藍製座が設けられた。現在の尾高町中央遊園地から凉善寺裏にかけての一帯が、藍座敷地であった。
元禄8年（1695年）の戸数は家持23、借家45、明治2年（1869年）には表世帯39、裏世帯46、人口302人。町制施行の明治21年（1888年）には、商業45戸、農業5戸、雑業41戸、漁業1戸、計92戸であった。
当町の古い商人には、宮本、神庭、村上、野浪、松本、世田、坂口、木瀬、桶谷、古島などがあり、幕末期から住んだ今井芳斎、古林東斎は医師、学者として有名であった。

### 地名の由来
尾高町は、戦国時代まで西伯耆の中心であった尾高城下からの商工業者の移住によった町名とされる。

## 商工業

### 店・企業
明治30年代（1897年～1906年）の当町の営業者状況をみると（『帝國實業名鑑』、『米子みやげ』、『伯耆国実業人名録』）、

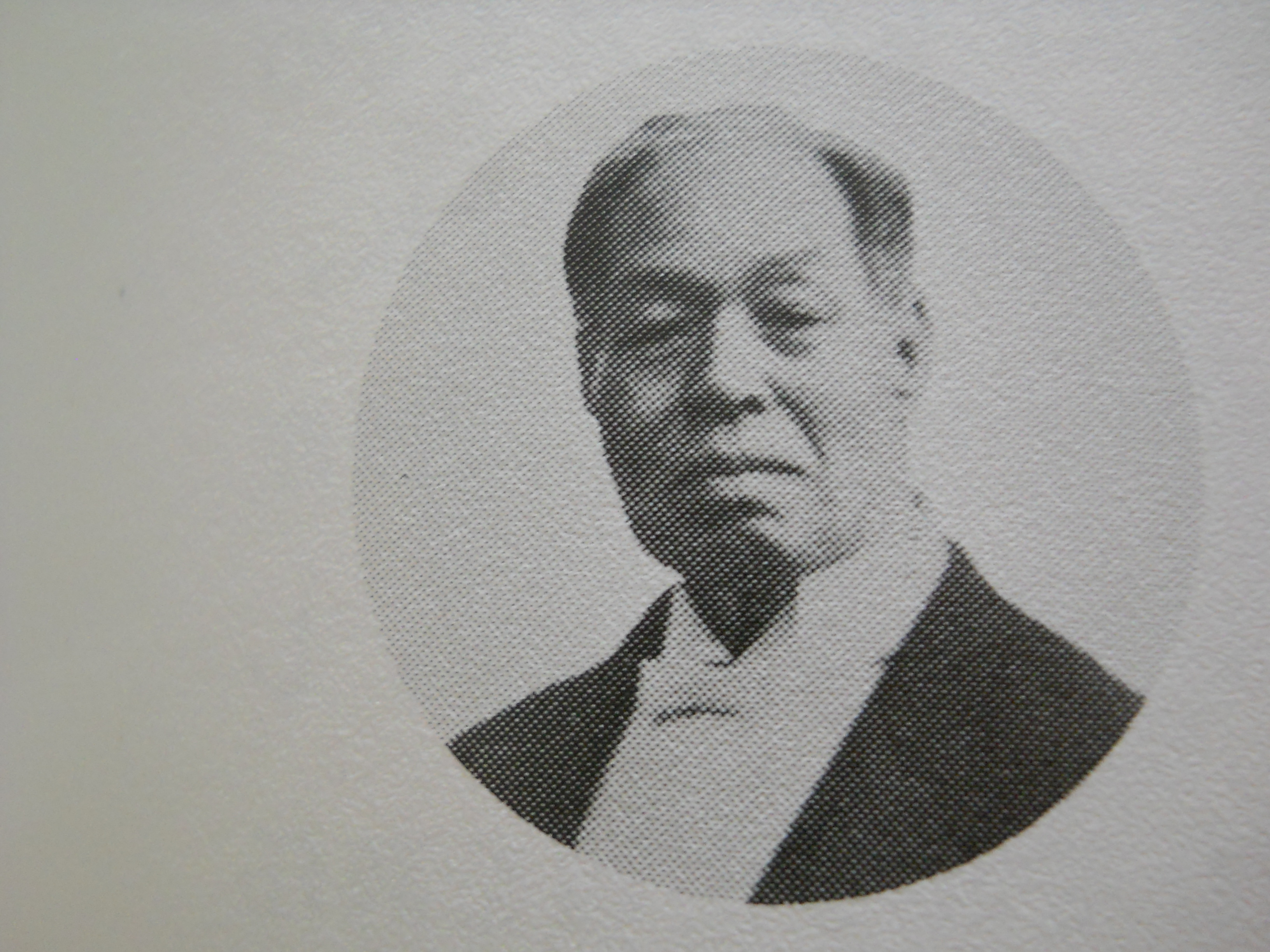
坂口平兵衛 (初代)

- 坂口合名（清酒醤油醸造、酒銘柄正宗・曙・沢の月、醤油銘柄日の出・青柳・朝顔、支店松江、鳥取、境、国内北海道まで海外台湾まで販路）[3]
- 坂口平兵衛（金穀貸付）

野坂寛治著『米子界隈』205-206頁によると、｢米子の事業といえば、坂口家の事業と直結する程に先代平兵衛翁は事業家であった。銀行・電気・漁業・製氷…一つとしてその主動力でないものはない。特に家業の製糸業は日本で有数であり、醤油醸造も地方王者の一人である。従って先代平兵衛翁の事業熱と精進のキビシさ、われら若輩は後塵を拝するだになかなか遠い。風容は、現平兵衛氏を二三まわり大きくすると、そのまゝ故翁の像が出来上る堂々さであった。」という。
- 松本五兵衛｢安来屋｣（薬種・絵具）[3]

野坂寛治著『米子界隈』214頁によると、「薬店松本五兵衛氏は、渡村から出た通人であった。」という。
- 桶谷庄蔵｢野沢屋｣（乾物卸・海産干物類）[3]
- 今井兼文｢郁文堂｣（書籍印刷）

野坂寛治著『米子界隈』215頁によると、｢文明開化は書籍から―。今井書店がいよいよ堅実に営業して、いよいよ隆昌である。店舗の上側は以前活版所があった所、それが店の裏側に退き、更に今の所に後退し、退く度に発展した。三代前の今井兼文翁は岡山県の人、米子に落付いて商売と学問とを併せ進展された。村上斎伯父が始めては止めた書籍・活版を引継いでキッキョ経営されたから、一方は裏へ、一方は表で共に隆昌を伝えて三代である。現兼文翁、又父祖をはずかしめず、松江に鳥取に支店を開いて堅陣を布く。然して、女店員を採用したのは、山陰道において先駆である。｣という。
- 出雲屋商会支店（広瀬絣製造販売）[3]
- 林金三郎｢速成舎｣（活版業）[3]
- 大谷ツネ子（旅館）[3]
- 金山利太郎｢吾妻堂｣（米子名物戎おこし、その他菓子製造、盆栽各種）[3]
- 勝田伝六（足袋製造卸小売）[3]
- 神庭常吉｢角（かど）神庭｣（和洋紙・学校用品・化粧品・絵具・染料）[3]
- 吉岡鉄太郎｢吉岡楼｣（会席料理）[3]
- 村上常三（山陰貯蓄銀行代理店・度量衡器）[3]
- 三由徳次郎（呉服洋反物・小間物・市松人形）[3]
- 平田カツ（酒類米穀販売・生糸製造）[3]
- 砂垣徳太郎｢興文堂｣（松陽新報取次販売・和洋帳簿類製造）[3]
- 石田政太郎（麹もやし製造・米穀･荒物）[4]
- 家村麻次郎（書籍・古物販売・貸本）[4]
- 別所常次郎（履物足袋卸小売）[4]
- 藘川政吉｢藘川堂｣（書画骨董）[4]
- 大谷栄八（養蚕用諸機械・綿卸）[4]
- 神庭スエ（漆器・陶器・嫁入道具）[4]
- 古島治郎八（塗物・漆金銀箔細工・嫁入道具）などである[4]。

明治終わり頃に新小路筋が整備されたが、明治の初め頃にかけて、前記営業者のほか
- 竹内吉造（繭生糸商）[4]
- 大阪法橋米子支店（倉庫・柳行李・保母車・小麦粉など）[4]
- 名嶋幸太郎（牛乳販売並に米子駅・後藤駅構内人力車取締）[4]
- 永瀬久之助[5]（蝋燭・油類）[4]
- 井沢国華堂（菓子製造・カステラ・巣籠・露の玉）[4]
- 瀧和斎（指物専門）[4]
- 大谷印刷所（もとは旅館）が開業した[4]。

大正12年（1923年）刊の『地方案内』によると、
- 石谷義輝（古物）[4]
- 波多野嘉助（酒類販売）[4]
- 原田正吉（米穀類）[4]
- 富田まん（菓子）[4]
- 大谷由雄（魚類・荒物）[4]
- 渡部清太郎（仏具）[4]
- 勝部若太郎（呉服・古着）[4]
- 神庭芳太郎（砂糖・紙・化粧品）[4]
- 吉川由次郎（乾物・海産物）[4]
- 仲田捨隆（呉服・太物）[4]
- 中村節三（洋服）[4]
- 三井豆腐店などが加わる[4]。

昭和期に入ると営業を合名、合資会社組織にする商店が現れたり、営業品目を変えた店、新開業の店もみられる。昭和9年（1934年）刊の米子商工案内によって、それらの事情をみると、今井郁文堂は度量衡･理化学機械も取り扱い、大谷印刷所はオフセット印刷で営業を伸ばし、野沢屋は鑵詰・洋酒類・饂飩｢玉すだれ｣製造を加えた。
安来屋は薬種・絵具よりも近代的な建設資材店に営業を変えセメント・タイル・煉瓦・煙突・風呂釜・左官材料店となった。
新開業の店では、
- 中西薫太郎｢三喜堂｣（印刷）[4]
- 大森源蔵（醤油）[4]
- 田中広美（製菓）[4]
- 箔栄次郎｢池上事｣（菓子、饅頭）[4]
- 川西猶蔵（製菓のほか酒醤油販売）[4]
- 鷲見二郎（茶）[4]
- 渡辺信子｢松田屋｣ （呉服）[4]
- 渡部好一（洋服仕立）[4]
- 三村音蔵（生糸製糸）[4]
- 西村甚吉（トランク・柳行李）[4]
- 青木刺繍店（小間物・化粧品）[4]
- 小泉増蔵（履物製造）[4]
- 中島徳正｢正確堂｣ （時計・眼鏡・貴金属）[4]
- 藤岡良三郎（和洋家具・建具製造）[4]
- 曽我部亀次（漆器・和洋家具・婚礼用品）[4]
- 松田ミツ（荒物･乾物）[4]
- 衣笠徳太郎（仁済園・造花・葬祭業）[4]
- 三保熊太郎（電気器具・ラジオ・煙草）[4]
- 吉岡重恭｢十金堂｣ （薬・化粧品）[4]
- 神庭三郎（和洋紙）[4]
- 宮廻亀六｢宮亀事｣ （仕立料理）[4]
- 林原とめ｢つるや｣ （料理）[4]
- 福井勇｢正的亭｣ （料理）[4]
- 野坂直一｢梅月｣ （料理）などである[4]。

新小路筋での製造業や料理業などの出店が目立っている。会社組織のものは営業税不明であるが、個人名義のものでは、永瀬商店百七十五円余、別所商店百二十円余、神庭常吉商店八十七円、安来屋五十三円、波多野商店、勝田商店三十七円余、渡部仏具店二十八円余、中島正確堂二十二円などである。
昭和61年（1986年）の国勢調査による事業所は建設業三、製造業二、卸小売飲食六十八、サービス業十八となっている。

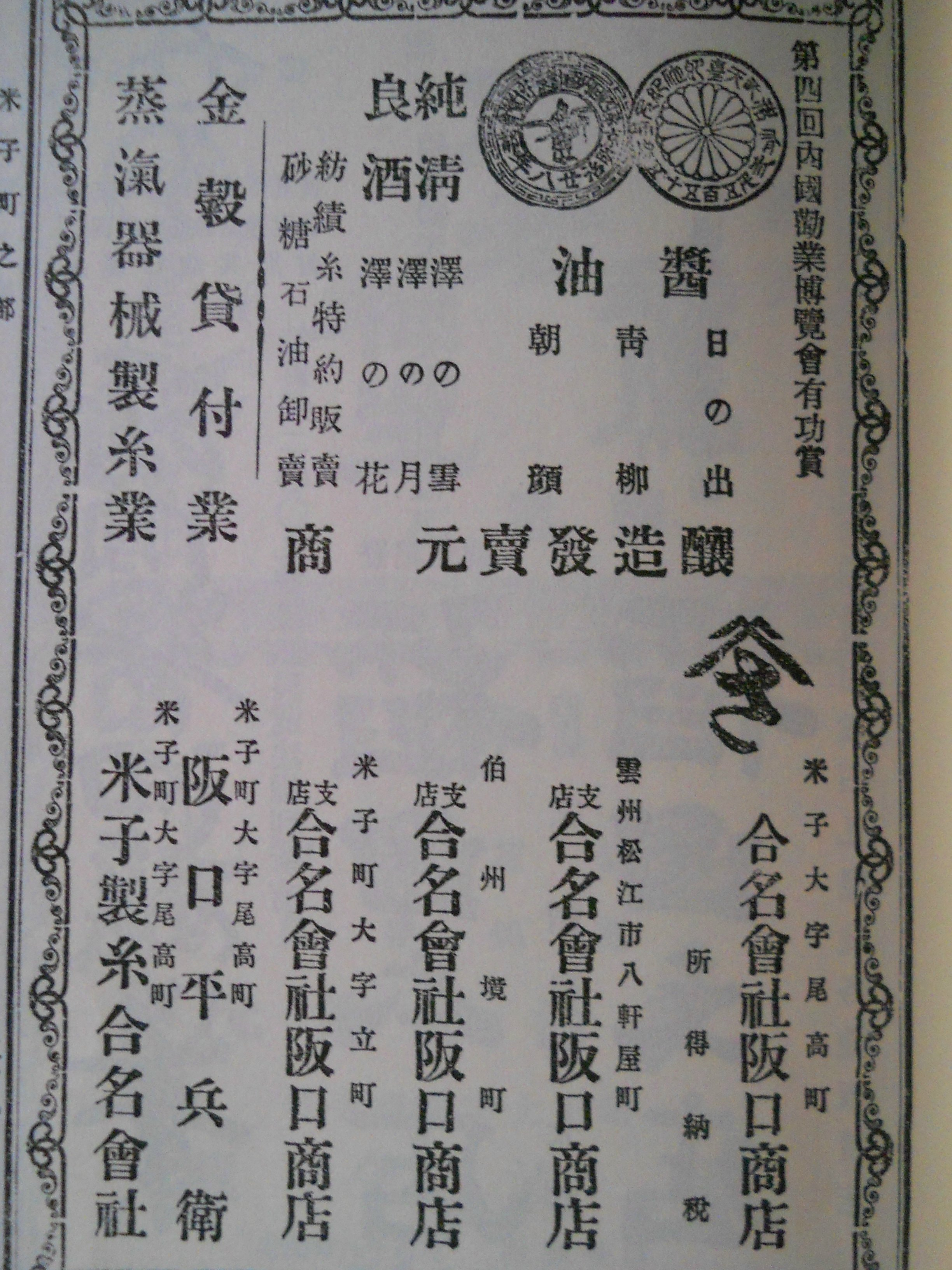
坂口商店（『帝國實業名鑑』より）

### 代表的な商家
坂口家
宮本家
“宮本氏”は日野郡俣野村から尾高町に移り住んだ。宮本氏は奈良県を本拠とし菅原姓で、柳生氏と同系の家柄である。戦国時代に村上新二郎元秀が因伯で活躍、但馬山名氏、周防大内氏、安芸毛利氏に仕えた。後に香原山城主となって、姓を福頼と改めた。元秀の次男吉蔵は、備後国小可郷の宮本に居住し、宮本を名乗るようになった。米子に出てからの商売内容は不明であるが、鉄や穀物に関わり、後には綿問屋もやったようである。安永2年（1773年）6月13日付、藩の「在方諸事控」に会見郡の日野川から境村までの間の繰綿取引について、陸運、海運とも、このたび米子町の宮本助右衛門、大谷角三郎両人を改め役に任命し、両人が規定の運上銀を取り立てて藩に支払いするように命じている。
村上家
“村上氏”の尾高町居住はいつごろからであるかよく分からない。新小路に藍製座が開設され、藩の産物方は村上安右衛門を藍製座の元方に任命しているから、そのころ現地に居を構えて、元方のことに当たったようである。明治初年尾高町表通りに移り、書籍、文房具などの商いをした。米子で最初の郵便局（駅逓行局）を引き受けたのが明治7年（1874年）である。明治22年（1889年）に西倉吉町に郵便局が開設されるまで村上氏が郵便事務を続け、明治中期以後は、営業も活版印刷、銀行代理店、度量衡店、茶、茶道具店と変わった。村上家は近世以来学問、文学への素養があり、幕末期には遠近の文人墨客の来游者と交歓を重ねた。

## 出身人物・ゆかりある人物

### 政治家
- 斎藤干城 - 元米子市長

### 実業家
- 京極杜藻 - 元京極運輸商事会長
（旧姓桶谷）
- 坂口平兵衛 (初代)
- 坂口平兵衛 (2代) - 坂口合名会社代表社員会長。米子商工会議所名誉会頭。
- 坂口平兵衛 (3代) - 坂口合名会社代表社員会長。米子商工会議所会頭。
- 坂口清太郎 - 坂口合名会社代表社員社長。米子商工会議所会頭。
- 坂口惣五郎 - 有限責任米子信用組合第二代組合長。
- 坂口吉平 - 山陰放送代表取締役社長。
- 坂口豊蔵 - 米子製鋼所所長。
- 村上一平 - 元米子市長野坂寛治は、一平の父常三のいとこにあたる[7]
- 今井芳斎
- 永井準（実業家） - 元今井書店社長

### 教育家
- 鷲見三郎（ヴァイオリン指導者） - 今日、国内外で活躍される第一線のヴァイオリニストを数多く指導し、「日本ヴァイオリン界の父」とも称される。バイオリニスト鷲見四郎の兄。

### 文化人
- 今井康子（歌人）

### 医師、学者
- 古林東斎